# Sredno Gradiște, Stara Zagora
Sredno Gradiște (în bulgară Средно Градище) este un sat în comuna Cirpan, regiunea Stara Zagora,  Bulgaria. 

## Demografie
Componența etnică a satului Sredno Gradiște
     Bulgari (94,11%)
     Nicio identificare (5,88%)
     Altele (0%)
La recensământul din 2011, populația satului Sredno Gradiște era de 187 locuitori. Din punct de vedere etnic, majoritatea locuitorilor (94,11%) erau bulgari. Pentru 5,88% din locuitori nu este cunoscută apartenența etnică.